# Широколанівський військовий полігон
Широколанівський полігон (також 235-й загальновійськовий полігон, а нині 235 міжвидовий центр підготовки військових частин та підрозділів або просто «Широкий лан») — загальновійськовий полігон першої категорії, розташований на півдні України — у Миколаївській області, на відстані 40 км від міста Миколаєва, 50 км від аеропорту Миколаїв та 45 км від військового аеродрому Кульбакине.
Широколанівський полігон є одним із двох в Україні (разом з Яворівським), доступних для проведення міжнародних військових навчань. Неодноразово використовували як місце проведення наземної фази міжнародних навчань «Сі Бриз».

## Опис
Територія — 29 000 гектарів.
Широколанівський полігон дозволяє проводити:
- тактичні навчання з бойовою стрільбою механізованих, танкових, аеромобільних військ (до бригади включно) із застосуванням артилерії, засобів протиповітряної оборони, тактичної авіації та гелікоптерів вогневої підтримки;
- бойові стрільби з танків (БМП, БТР), артилерії, засобів протиповітряної оборони, стрілецької зброї всіх систем і видів.

## Історія
Заснований 12 червня 1952.

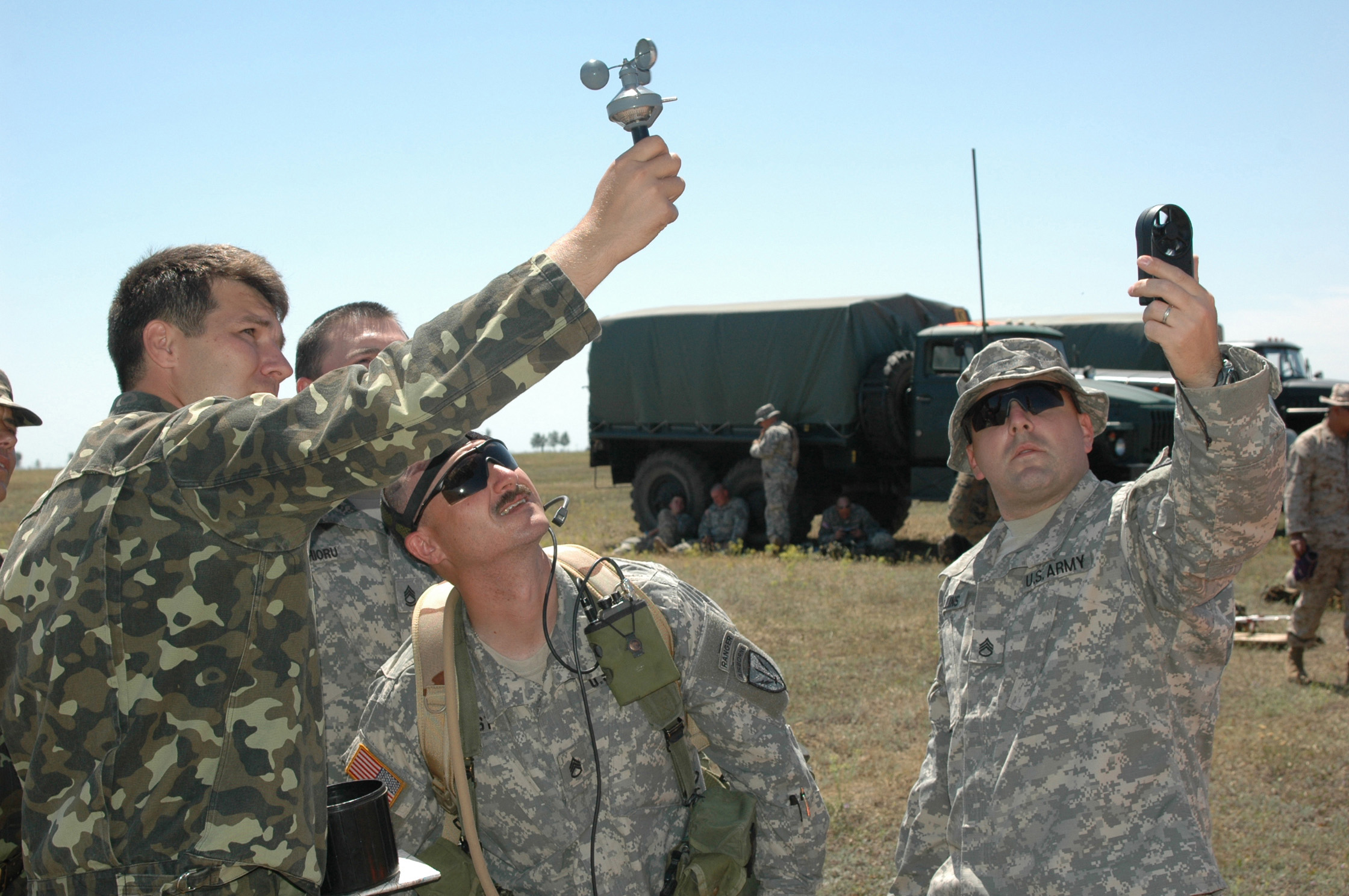
Українські та американські військовики під час навчань «Сі Бриз 2007»

Навесні 2017 на полігоні Широкий Лан, значною мірою через проблемні умови дислокації в його межах, розпочали будівництво бригадного табору вартістю 370 млн грн. Орієнтовною датою здачі об'єкту в експлуатацію оголосили осінь 2018.
Станом на травень 2019 завершується зведення першої черги бригадного табору. Наразі відбуваються роботи з внутрішнього оздоблення приміщень казарм і встановлюється необхідне обладнання. Приміщення казарм будуються у відповідності до потреб особового складу, що перебуває на табірному зборі, тому в кожному приміщенні передбачені душові кімнати, пральні, сушильні та приміщення для відпочинку особового складу.
Загалом будують 11 таких казарм; окрім них стаціонарний бригадний табір на полігоні буде включати в себе штаб, їдальню з харчоблоком, медичний центр, спортивний комплекс.
Будівництво спортивного комплексу здійснював особовий склад Державної спеціальної служби транспорту та завершив наприкінці 2018.
Зведення решти будівель неодноразово призупиняли через недобросовісного будівельника, який розпочинав роботи у 2017 та зривав терміни, встановлені проектом. Зрештою Міністерство оборони України розірвало угоди з ним та восени 2018 на майданчик зайшла нова будівельна компанія, яка відновила будівництво.
Після завершення спорудження розпочнуть будівництво другої черги: автопарку, складів, комплексів відпочинку та розваг для особового складу. Проте у 2020 році Національне антикорупційне бюро закінчило тривале розслідування по Широкому Лану і було викрило  групу осіб у складі колишніх посадових осіб Міноборони та бізнесу. Їх зловживання нанесли збитків більш ніж на 37 млн грн. Таким чином п'ятьом особам було оголошено про підозру.
У травні 2020 об'єкти прийняла та приступила до будівництва Державна спеціальна служба транспорту.
Загальна площа будівель табірного містечка — 26 000 м². Це, зокрема, 10 казарм покращеного типу для військовослужбовців, 1 казарма покращеного типу для військовослужбовиць, їдальня на 2 500 осіб. Під'єднано зовнішнє електропостачання, очисні споруди, інженерні мережі. Діють котельня та каналізаційно-насосна станція, висаджено понад 740 дерев.
У 2020 на полігоні планують побудувати сучасний навчальний комплекс «Бій в урбанізованій місцевості». Реалізація його проекту обійдеться державі більш ніж у 39 мільйонів гривень.
25 березня 2021 року стаціонарний табір на 235 Міжвидовому центрі підготовки військових частин та підрозділів «Широкий Лан» прийняв першу бригаду. Першим на бойове злагодження прибула 57-ма окрема мотопіхотна бригада імені кошового отамана Костя Гордієнка.
По завершенню зведення першої черги буде розпочато будівництво другої черги — автопарк, склади, комплекси відпочинку та розваг для особового складу.

## Начальники полігону
- полковник Дегтярьов Ю. В. (-2018)

## Втрати
- Волокітін Олексій Григорович, 27 травня 2016[11]
- капітан Турчин Віталій Леонідович, 18 червня 2019[12].

## Галерея

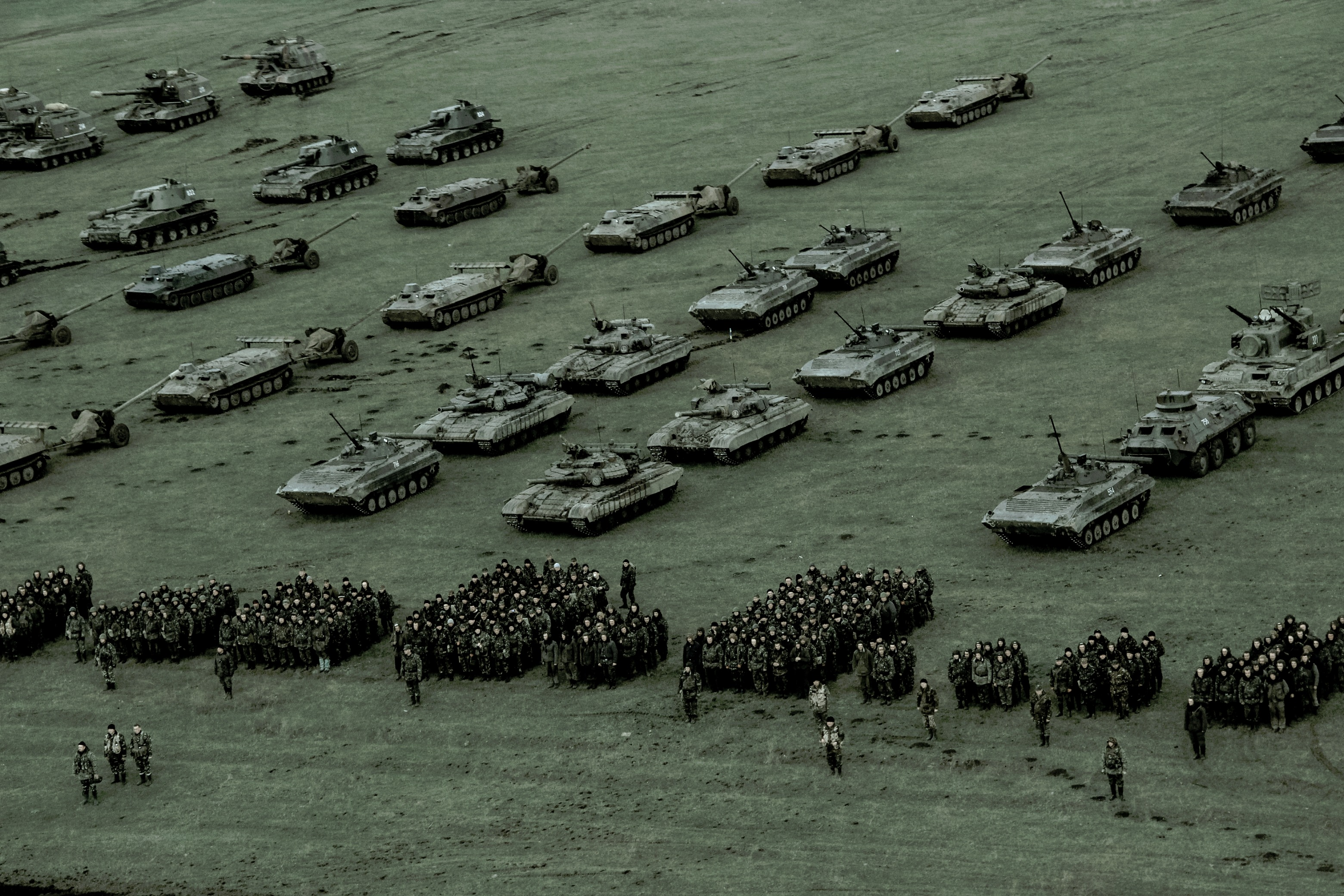
Шикування українського війська
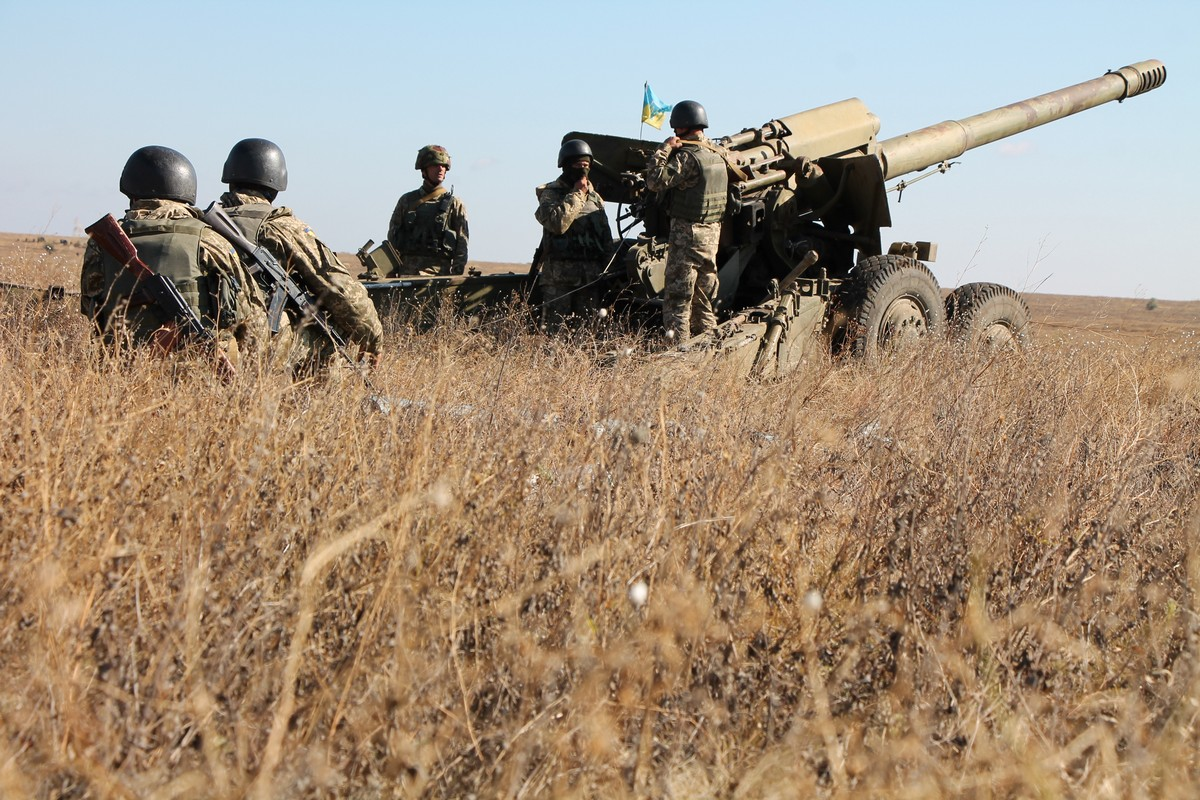
Артилеристи на навчаннях
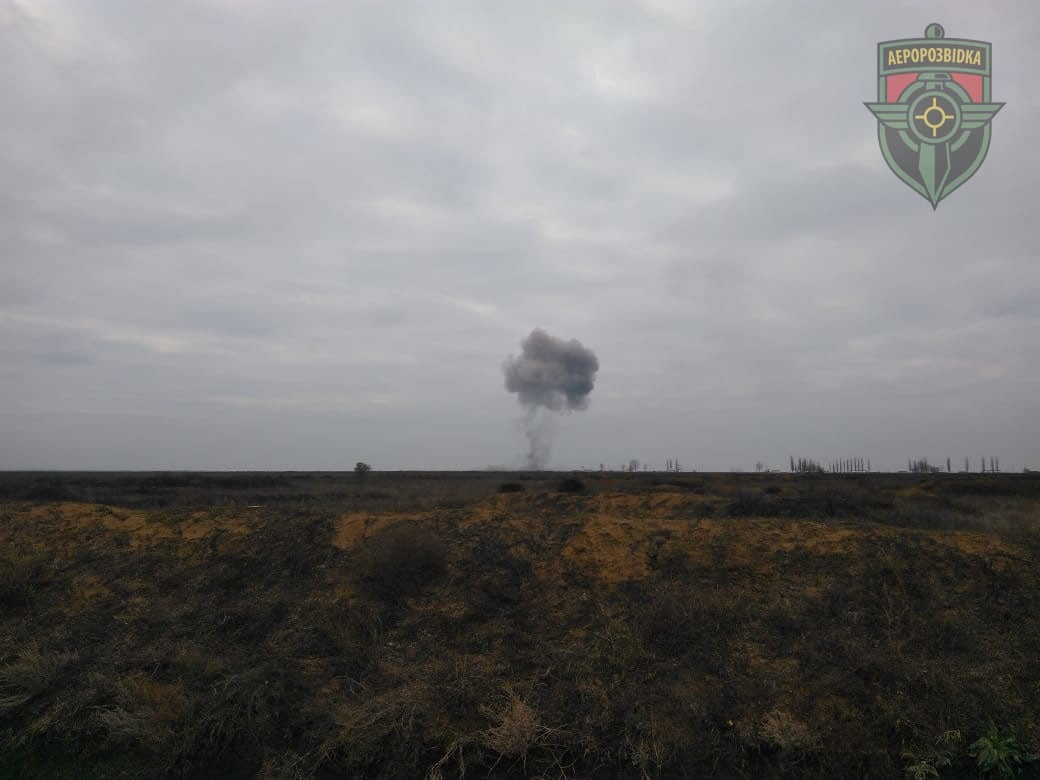
Ударні випробування дрона R18
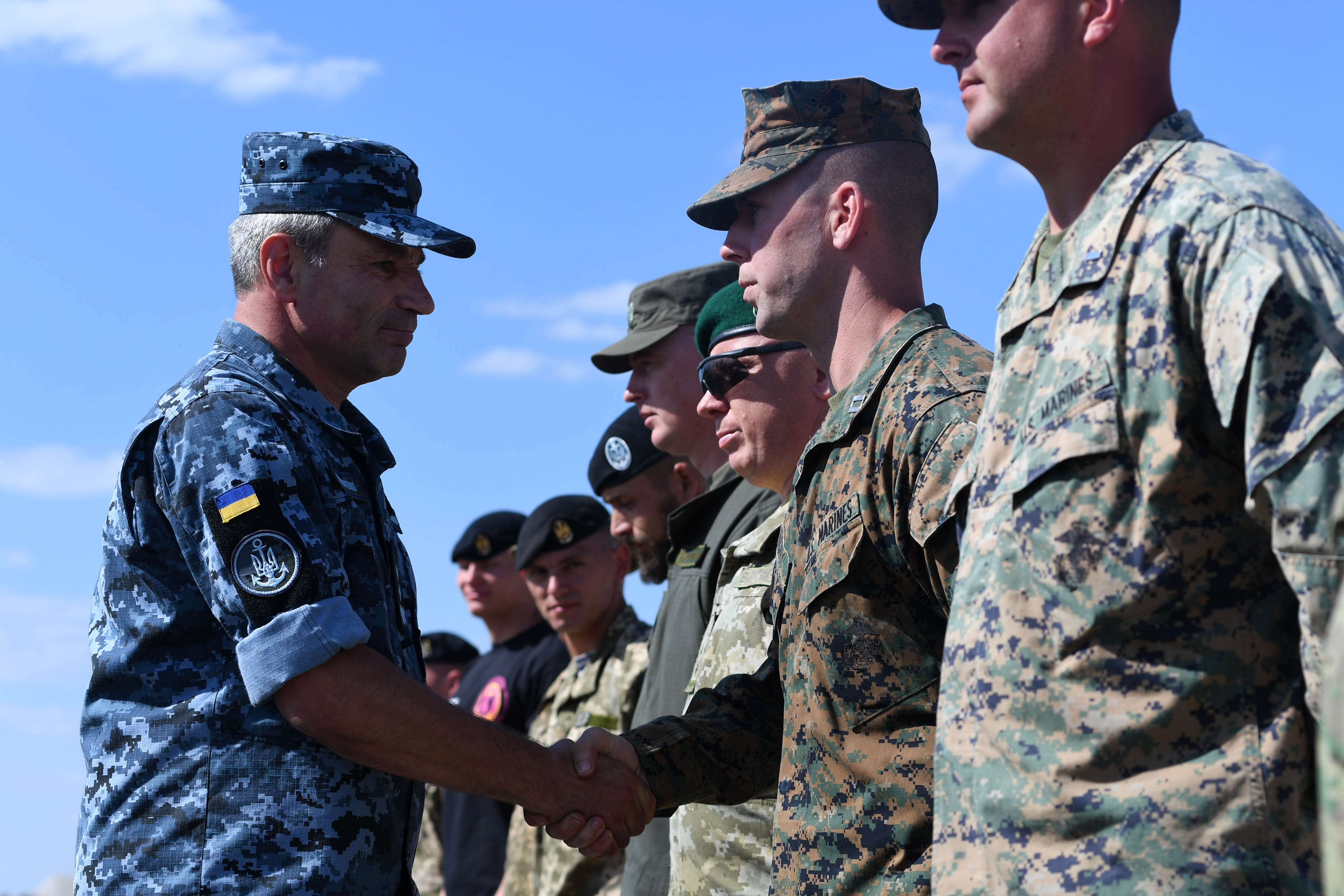
Учасники навчань Сі Бриз